# Šuput
Šuput je priimek več znanih ljudi:
- Bogdan Šuput (1914—1942), srbski slikar in grafik
- Dušan Šuput (*1950), slovenski zdravnik patolog
- Miroslav Šuput (*1948), slovenski ilustrator